# コラディア・ストリーム
コラディア・ストリーム（Coradia Stream）はフランス企業のアルストムが製作する低床型電車で、イタリア・オランダなどヨーロッパで主に運用される。

## 概要
コラディア・ストリームはモジュール方式で製作される低床の動力分散方式車両で、通勤列車、中距離列車、インターシティ列車向けに設計された。アルストムは3両編成から10両編成までの車両を製作・供給して、編成長は66 mから202 mまで至る。最高許容速度は200 km/hである。ヨーロッパ各地の電力システムとして直流1500 Vと3000 V、交流15,000 V（周波数16.7 Hz）と25,000 V（周波数50 Hz）が採択されて、電力は架空電車線に通じて供給される。駆動装置の整備・維持・保守の場合、整備者が屋根に無事で接近する通路が備えられている。非電化区間の向けに蓄電池電車や燃料電池動車が製作される。
前のモデルコラディア・ポリヴァレントとは違って、連接台車方式・アルミニウム製構体・異なる先頭部の外形が用いられている。二階建ての派生形はコラディア・ストラームHCで、2024年以降コラディア・マクス（Coradia Max）と改称された。2022年アルストムはクノールブレムゼと基本協定（Rahmenabkommen）を結び、2025年までクノールブレムゼは車両の制動システム、ドアシステム、空調装置を条件付きに専属で供給することとなった。

## 運用現況

### イタリア

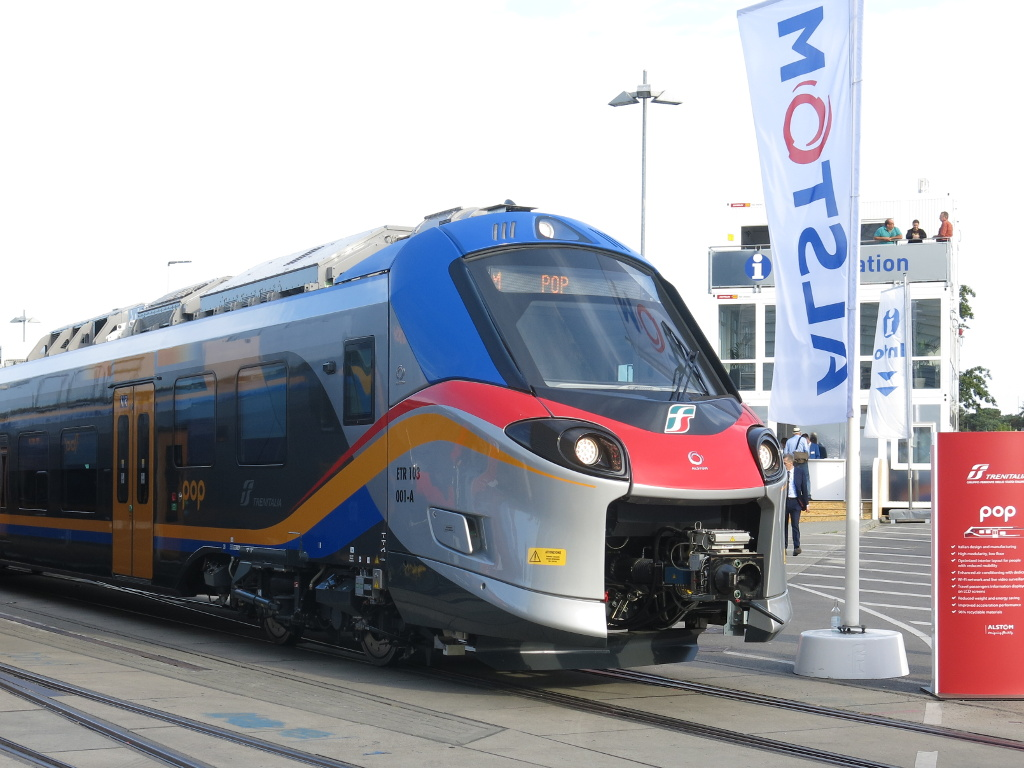
イノトランスで展示されたポップ（2018年）

トレニタリアは2016年8月にアルストムで150本コラボ列車の購買契約を発注した。新型電車は「ポップ（Pop）」という別称で呼ばれて、モジュール方式で制作せれ、機器や座席の配置および乗車定員数など多様な要求事項に容易く適合する。2019年6月に最初の電車3本がエミリア・ロマーニャ州に投入されて、現在まで次第に納入されている。
2021年8月にアルストムは、トレニタリアへ150本の車両を9億1000万ユーロの価格で供給する内容の基本契約を公表した。電車は一階建ての電車で、最高速度160 km/hで直流3,000 V区間で運行される。ポップはサヴィリアーノ、セスト・サン・ジョヴァンニ、ボローニャの工場で製作される。

### オランダ

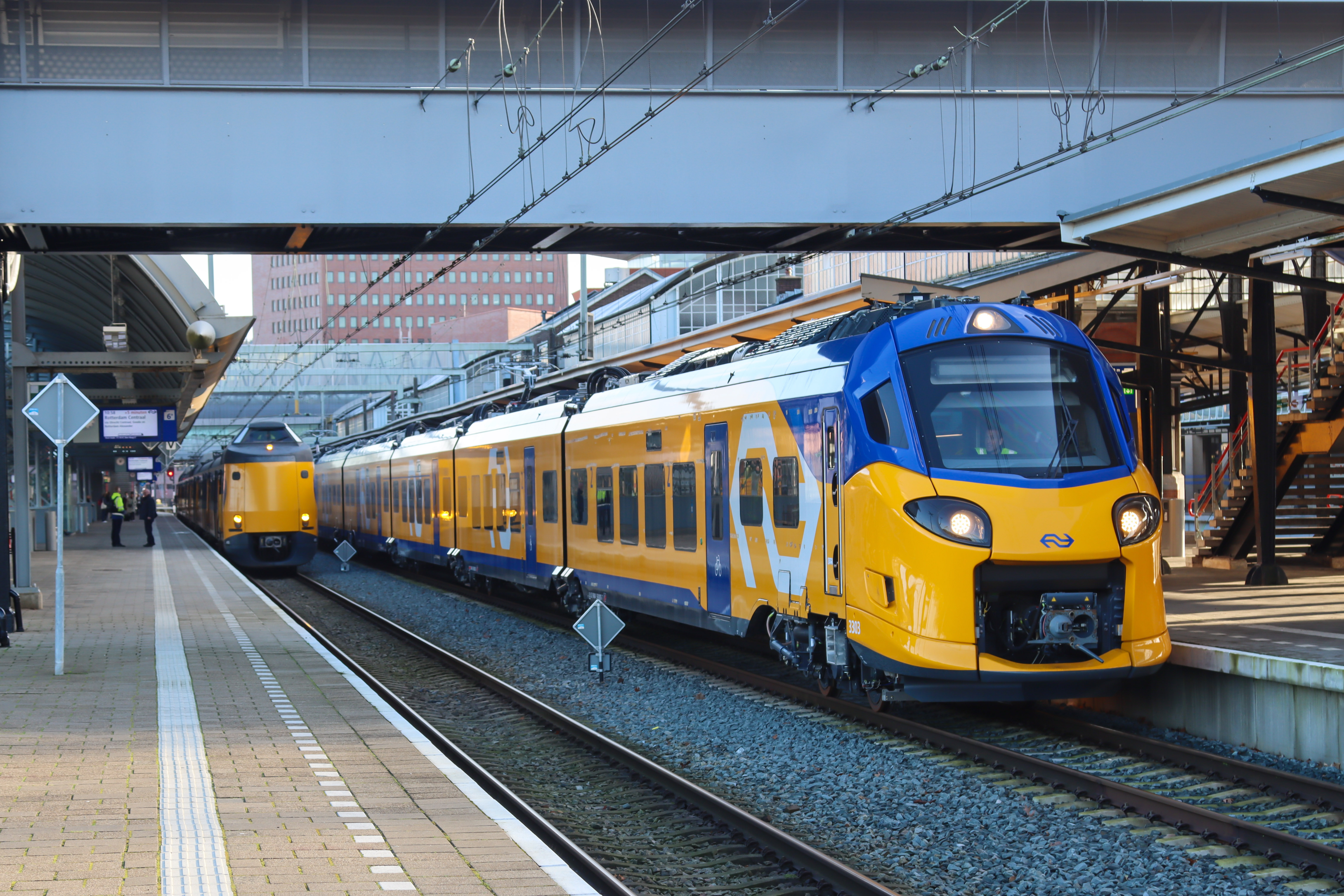
アメルスフォールト駅で停車する優等列車

オランダ南高速線に新しいインターシティ列車を運行するために、アンサルドブレダ製のV250は2009年以降導入された。しかしV250列車は2013年初に技術的な欠陥のため定期運行から取り下げられた際に、ICRm列車の全面的な改造が決定された。乗客数の増加のため新型車両の導入が必要となって、オランダ鉄道は2014年7月にインターシティ次世代列車（Intercity New Generation, ICNG）の発注を開始した。2016年5月にオランダ国鉄はアルストムにICNG列車79本を注文することを公表した。2019年8月に18本の車両が追加注文されて、ベルギーの鉄道網に投入する目的で直流3000 Vにも適合する電力系統機器が装着されている。ICNG電車はポーランドのホジュフ工場で製作されて、走行性能試験はヴェリム試験場で実行される。2020年5月にオランダへ納入された最初の電車はしばらく訓練用として活用された。2023年4月に電車の試乗がアムステルダム - ロッテルダム区間で実施された。